# 275e division d'infanterie
Pour les articles homonymes, voir 275e division.
La 275e division d'infanterie (en allemand : 275. Infanterie-Division ou 275. ID) est une des divisions d'infanterie de l'armée allemande (Wehrmacht) durant la Seconde Guerre mondiale.

## Création
La 275e division d'infanterie est formée le 17 novembre 1943 dans le Wehrkreis IV à partir des éléments survivants de la 223. Infanterie-Division dissoute en tant qu'élément de la 22. Welle (22e vague de mobilisation).
Elle est basée dans l'Ouest de la France dans la région de Saint-Nazaire et de Redon. À la suite du débarquement allié, elle est transférée sur la Normandie où elle subit de lourdes pertes pendant l'opération Cobra le 27 juillet 1944. Les survivants de la division se retrouvent en août dans la poche de Falaise où elle est pratiquement détruite.
Ayant réussi à l'échapper de la Poche de Falaise, elle est retirée du Front pour se réorganiser autour d'Aix-la-Chapelle.
Elle subit encore une fois de sévères pertes dans le secteur de Düren-Hürtgenwald et elle est alors dissoute en octobre 1944, le peu de survivants étant absorbés par la 344. Infanterie-Division.
Elle est reformée en janvier 1945 en tant qu'élément de la 33. Welle (33e vague de mobilisation) pour prendre part à la retraite de l'armée allemande en direction de Berlin avant d'être détruite dans la poche d'Halbe en avril 1945 pendant la bataille de Berlin.

## Organisation

### Commandants
| Date                                | Grade           | Commandant   |
| ----------------------------------- | --------------- | ------------ |
| 10 décembre 1943 - 22 novembre 1944 | Generalleutnant | Hans Schmidt |
| ? janvier 1945 - ? avril 1945       | Generalleutnant | Hans Schmidt |

### Officiers d'opérations (Generalstabsoffiziere (Ia))
| Date                           | Grade               | Commandant    |
| ------------------------------ | ------------------- | ------------- |
| Décembre 1943 - ?              | Major i.G.          | Fritz Hahn    |
| 5 février 1944 - 1er août 1944 | Oberstleutnant i.G. | Hugo Hass     |
| 1er août 1944 - 1er avril 1945 | Major i.G.          | Johann Berger |

## Théâtres d'opérations
- France et Ouest de l'Allemagne : décembre 1943 - novembre 1944
  - 18 juin 1944 : Maquis de Saint-Marcel
- Ouest de l'Allemagne : Mars 1945 - Avril 1945

## Ordres de bataille
- Grenadier-Regiment 983
- Grenadier-Regiment 984
- Grenadier-Regiment 985
- Divisions-Füsilier-Bataillon 275
- Artillerie-Regiment 275
  - I. Abteilung
  - II. Abteilung
  - III. Abteilung
  - IV. Abteilung
- Pionier-Bataillon 275
- Feldersatz-Bataillon 275
- Panzerjäger-Abteilung 275
- Divisions-Nachrichten-Abteilung 275
- Divisions-Nachschubführer 275